# Nops glaucus
Nops glaucus là một loài nhện trong họ Caponiidae.
Loài này thuộc chi Nops. Nops glaucus được Hasselt miêu tả năm 1887.